# Акт тлумачення права
Акт офіційного тлумачення норм права (інтерпретаційно-правовий акт) — офіційний документ уповноваженого державного органу чи посадової особи, а також міжнародної установи, чию юрисдикцію визнала держава, якій належить сам акт, що містить роз'яснення змісту норм права.

## Ознаки
- розкриває зміст (смисл, мету) правових норм, виражених у приписах відповідного юридичного акта;
- діє в єдності з тим нормативно-правовим актом, у якому містяться норми права, що тлумачаться; залежить від нього і, як правило, поділяє його долю;
- є формально-обов'язковим для всіх, хто застосовує норми, що роз'яснюються;
- не виходить за межі норми, що роз'яснюється; становить уточнювальне судження про норму права, а не новий нормативний припис;
- в ієрархії юридичних актів слідує за актом, положення якого розтлумачено, його місце серед юридичних актів визначається компетенцією органу чи установи, які його ухвалили;
- приймається лише нормотворчими чи спеціально уповноваженими суб'єктами, установами — національними (наприклад. Конституційним Судом України) і міжнародними, чию юрисдикцію визнала держава (наприклад, акти Європейського суду з прав людини, Комітету ООН з прав людини);
- має спеціальну письмову форму вираження акта-документа (роз'яснення, інформаційний лист та ін.);
- діє у просторі відповідно до простору дії витлумаченої норми права, а у часі може набувати як прямої, так і зворотної сили;

Межі його зворотної сили визначаються моментом набрання чинності юридичним актом, який тлумачиться.

## Класифікація
За суб'єктами, на яких поширюється дія акта, розрізняють такі акти тлумачення: акти загального і акти казуального тлумачення.

### Акти загального тлумачення
Акти загального (абстрактного) тлумачення — це акти тлумачення які застосовуються для поширення на невизначене коло осіб і випадків.
Прикладами такого тлумачення є рішення Конституційного Суду України щодо офіційного тлумачення Конституції.
Видами актів загального тлумачення є:
- акти автентичного тлумачення — видаються тим самим уповноваженим нормотворчим суб'єктом, який прийняв цей нормативно-правовий акт ("автор" видання і тлумачення норми права той самий);
- акти делегованого тлумачення — видаються нормотворчим суб'єктом, якому офіційно делеговані повноваження щодо тлумачення норм права, виданих іншими органами.

Акти загального тлумачення також поділяються на:
- акти, які мають обов’язковий характер — тобто офіційне тлумачення Конституції України Конституційнии Судом України.
- акти, які мають переконливий характер – тобто офіційне тлумачення положень міжнародно – правових договорів з прав людини, яке міститься в загальних рекомендаціях відповідних моніторингових органів (Комітет ООН з прав людини).

### Акти казуального (індивідуального) тлумачення
Акти казуального (індивідуального) тлумачення — акти тлумачення, які мають відношення тільки до застосування норм щодо конкретного випадку. Їх ухвалюють з метою надання роз'яснень щодо змісту норм права у контексті конкретної справи. Прикладом можуть бути безоплатне одержання будь-яких податкових пояснень органами податкової служби. 
Видами такого тлумачення є:
- акти судового тлумачення — мотивувальна частина рішення суду; роз'яснення (лист, рекомендації) касаційного суду або наглядової судової інстанції, яка здійснює перевірку законності акта застосування норм права;
- акти адміністративного тлумачення — акт про скасування вищим органом незаконного акта або рішення про результати розгляду скарги підвідомчої організації у зв'язку із застосуванням санкцій за порушення законодавства чи лист-роз'яснення законодавства у відповідь на запит.

### Інші класифікації актів тлумачення
- за формою вираження: усні і письмові;
- за формою документа: постанови, рішення, ухвали, роз'яснення, висновки, інформаційні листи та ін.;
- за юридичною природою: інтерпретаційні акти нормотворчих органів (постанови Верховної Ради); акти право - застосовних органів (прокуратури, суду тощо);
- за галузевою належністю норми, яка тлумачитися: акти тлумачення конституційного, цивільного, кримінального права тощо.